# Луций Марий Перпету
Луций Марий Перпету (на латински: Lucius Marius Perpetuus) е политик и сенатор на Римската империя през 3 век.

## Биография
Перпету е роднина на Луций Марий Максим Перпету Аврелиан (историк, консул 223 г.) и Луций Марий Максим (консул 232 г.).
През 237 г. Перпету е консул заедно с Луций Мумий Феликс Корнелиан.